# Ukrtelecom
JSC Ukrtelecom (ukrainisch Укртелеком) ist eine ehemals staatliche Telefongesellschaft in der Ukraine sowie Dienstleister für andere Telekommunikationsprodukte wie etwa als Internet-Serviceprovider. Ukrtelecom gehört seit 2013 mehrheitlich (92,8 %) zu SCM Limited.

## Geschäftstätigkeit
Das Unternehmen nimmt an den internationalen Kabel-Systemen ITUR, TEL/ТАЕ, und BSFOCS teil.
2021 hat Ukrtelecom gemeinsam mit der slowenischen Iskratel ein 12 Millionen Euro teures Projekt zur Installation von Glasfasernetzen in den beiden Ländern begonnen.
Ende März 2022 hatte Ukrtelecom mit einem massiven Cyberangriff zu kämpfen, dieser konnte schlussendlich abgewehrt werden. Zwischenzeitlich wurden Dienste für private Kunden eingestellt, da nur noch 13 % der Konnektivität des Vorkriegsniveaus vorhanden waren. Die Ressourcen waren dann für kritische Infrastruktur und das Militär vorgehalten. Durch den Krieg war die Konnektivität sowieso auf nur 80 % gesunken.
Ukrtelecom ist Mitglied der von der EU geförderten European Business Association (EBA) in der Ukraine.